# Orcemont
Orcemont ist eine französische Gemeinde mit 983 Einwohnern (Stand: 1. Januar 2022) im Département Yvelines in der Region Île-de-France. Sie gehört zum Arrondissement Rambouillet und zum Kanton Rambouillet. Die Einwohner werden Orcemontois genannt.

## Geographie
Orcemont liegt etwa 49 Kilometer südwestlich von Paris. Umgeben wird Orcemont von den Nachbargemeinden Gazeran im Norden und Nordwesten, Rambouillet im Nordosten, Sonchamp im Osten, Prunay-en-Yvelines im Süden sowie Orphin im Westen und Südwesten.

## Bevölkerungsentwicklung
| Jahr                      | 1962 | 1968 | 1975 | 1982 | 1990 | 1999 | 2006 | 2013 |
| Einwohner                 | 186  | 181  | 379  | 589  | 739  | 826  | 847  | 865  |
| Quelle: Cassini und INSEE |      |      |      |      |      |      |      |      |

## Sehenswürdigkeiten
- Kirche Saint-Eutrope aus dem 16. Jahrhundert (Monument historique)

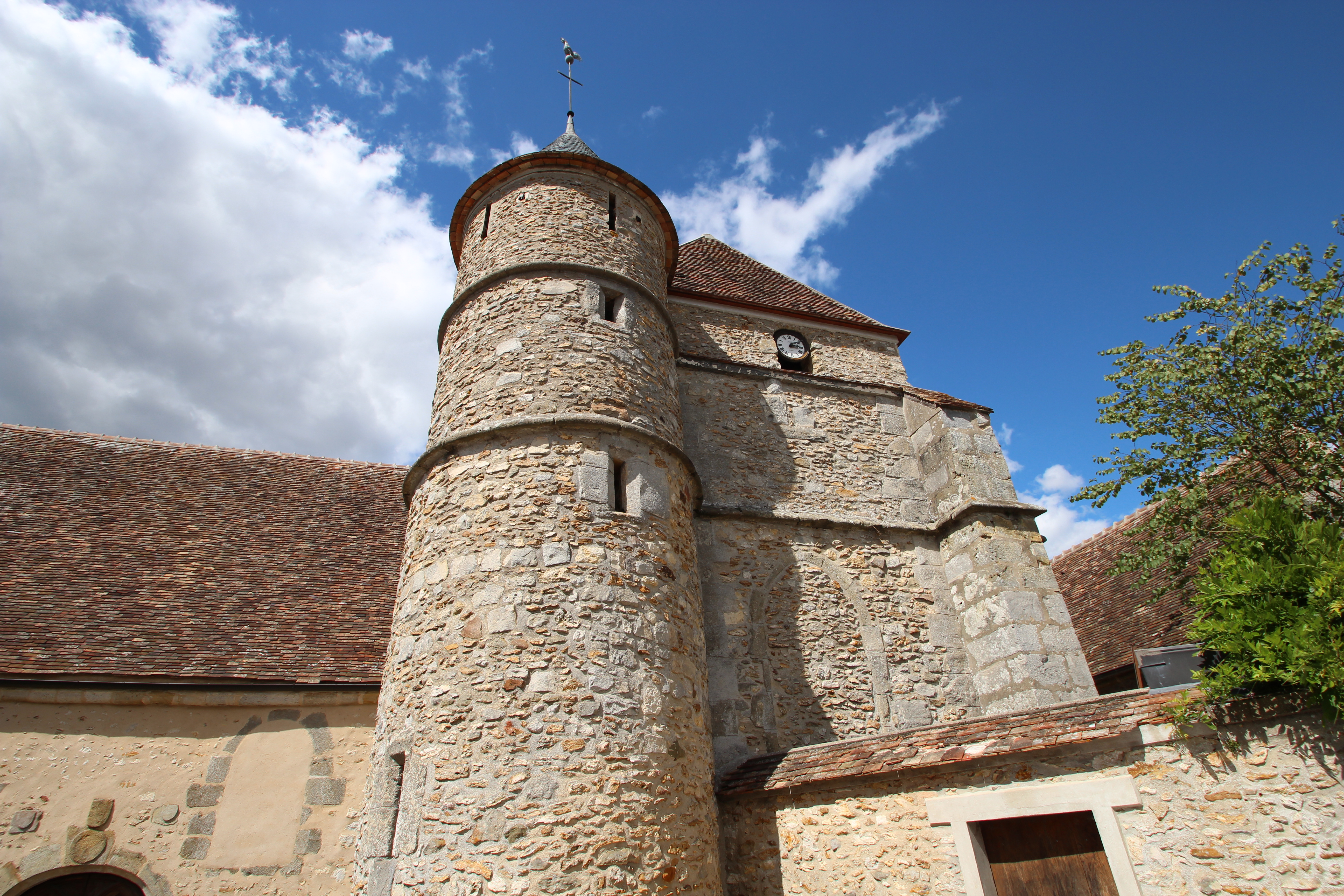
Kirche Saint-Eutrope